# کلیسای قدیمی قزلجه
کلیسای قدیمی قزلجه مربوط به دوره صفویه - دوره قاجار است و در ۱۲ کیلومتری شهرستان سلماس، دهستان لکستان، روستای قزلجه واقع شده و این اثر در تاریخ ۱۹ اسفند ۱۳۸۰ با شمارهٔ ثبت ۴۸۴۱ به‌عنوان یکی از آثار ملی ایران به ثبت رسیده است.